# 八八战略

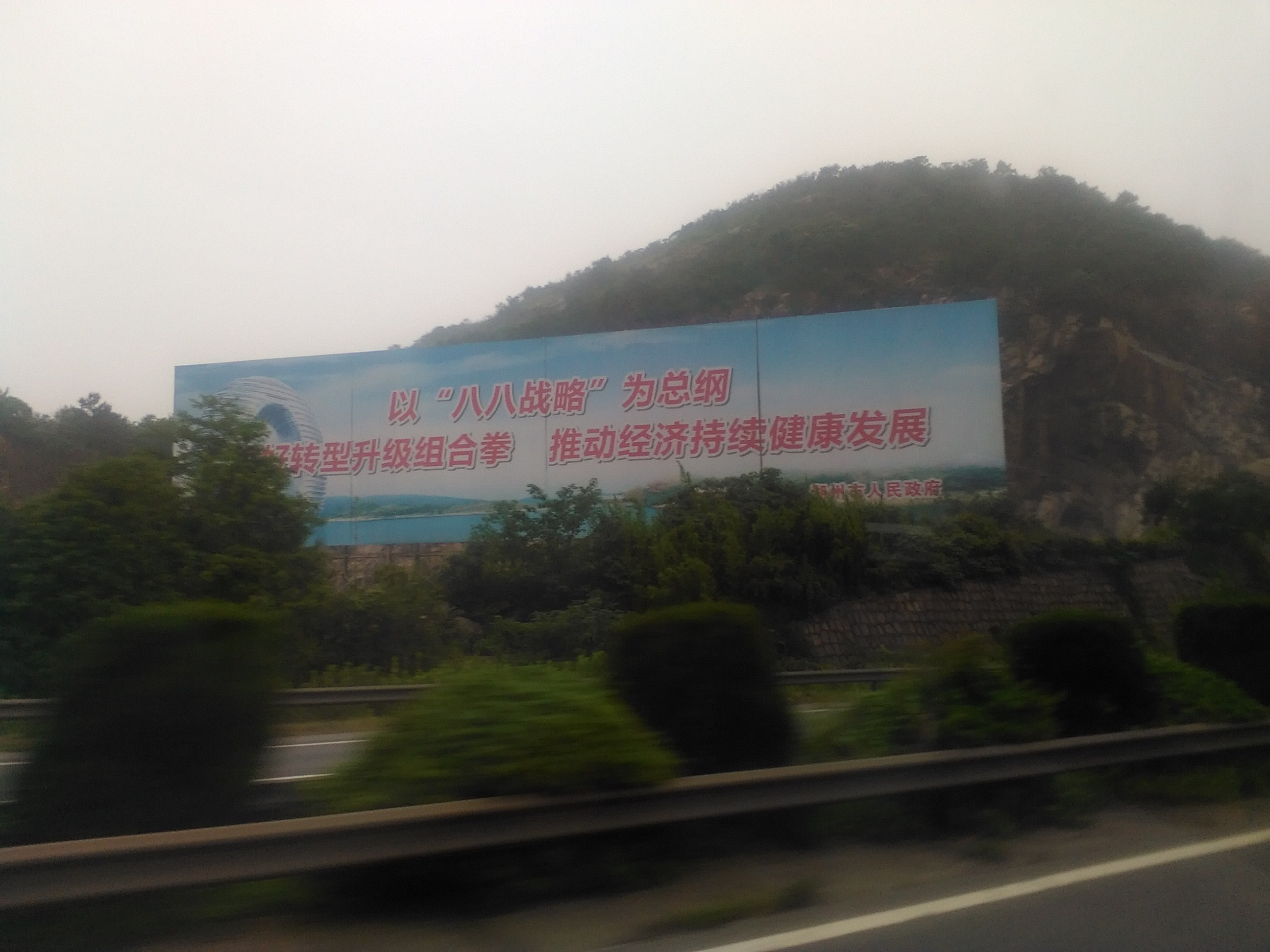
长深高速公路宁杭（湖州）段的“八八战略”标语

“八八战略”是现任中共中央总书记习近平在担任中共浙江省委书记的时候，于2003年7月中共浙江省委举行第十一届四次全体（扩大）会议提出的面向未来发展的八项举措，即进一步发挥浙江省八个方面的优势、推进八个方面的举措。

## 背景
改革开放以后，浙江省由于位于东部沿海，经济社会发展迅速。然而浙江根本的资源仍处于短缺态势，内在素质不足，发展方式被认为是粗放而未能与国际社会接轨，无法走在发展前列。资源消耗高、产业低散乱、体制性和素质性的瓶颈凸显。发展迅猛的主要都是块儿状经济，也就是集中和大规模的低技术要求型产业，比如袜子制造业。诸暨市一个只有3万人的大唐镇一年可以产70亿双袜子，而全省像这样的还有600余个。但是，拥有这样的资源，省内却难以整合，无法有效发挥优势。而且在迈入21世纪的初年，浙江同样面临国际、国内宏观发展环境的深刻变化，以及市场竞争日趋激烈和自身竞争优势弱化的双重压力。这样低级和粗放的产业层次，将是浙江发展的一大瓶颈。在现代化和城市化进程加快之时，浙江同样需要解决经济发展和环境保护间的矛盾，以及改变城乡差距扩大的趋势。然而，浙江在改革开放实践中，也形成了一些独特而鲜明的自身优势。浙江位于长三角地区，靠近海洋，交通和经济合作比较发达，而且内在也有经济创新和发展的势头。类似于大唐的袜子厂产量不少，只是方式还需要改进。当时的中共中央也对整个中国作出了“本世纪头二十年处于重要战略机遇期”的判断，浙江对此也需要有所反应，亦面对一些挑战。

## 战略
习近平主政浙江时，根据浙江经济文化建设的背景，推出了八条意图发挥浙江优势和推进八个方面的举措，是为“八八战略”，涵盖经济、环保、民生和人文等方面。根据《干在实处 走在前列》一书，“八八战略”主要指：
一是进一步发挥浙江的体制机制优势，大力推动以公有制为主体的多种所有制经济共同发展，不断完善社会主义市场经济体制。
二是进一步发挥浙江的区位优势，主动接轨上海、积极参与长江三角洲地区合作与交流，不断提高对内对外开放水平。
三是进一步发挥浙江的块状特色产业优势，加快先进制造业基地建设，走新型工业化道路。
四是进一步发挥浙江的城乡协调发展优势，加快推进城乡一体化。
五是进一步发挥浙江的生态优势，创建生态省，打造“绿色浙江”。
六是进一步发挥浙江的山海资源优势，大力发展海洋经济，推动欠发达地区跨越式发展，努力使海洋经济和欠发达地区的发展成为浙江经济新的增长点。
七是进一步发挥浙江的环境优势，积极推进以“五大百亿”工程为主要内容的重点建设，切实加强法治建设、信用建设和机关效能建设。

八是进一步发挥浙江的人文优势，积极推进科教兴省、人才强省，加快建设文化大省。
“八八战略”主要内容是首先完善社会主义市场经济体制，按照浙江现有的大量私有制的体制和机制进行改革，仍然保持公有制为主体，但同时保证多种私有制经济不断发展。然后进一步发挥浙江位处长三角地区的地区优势，和上海接轨，对内对外都要展开经济开放和合作。对于浙江的经济产业成块状，习近平说要加快先进制造业基地的建设，走新型工业化的道路。对于浙江的城乡差距，习近平主张要推进城乡一体化，促进城乡协调发展，认为在这样的态势下是具有优势的。在环境保护方面，浙江原有的生态优势也需要被放大，以此为基础创建生态省，打造绿色浙江。其部署“千村示范、万村整治”工程，开启环境污染整治行动。习任内在浙江安吉考察时，同样提出了专注于环境保护的“绿水青山就是金山银山”战略。同时，由于浙江靠海，习近平也说要进一步发挥浙江的山海资源优势，要把海洋经济的建设做成浙江发展的新的增长点。在民生问题上，习近平称要积极推进基础设施建设，加强法治、信用和机关效能建设。最后，在人文领域，习近平说要继续发展科技和人才，加快建设浙江成为文化大省。

## 结果
改革块状经济之后，在玉环市，59个老旧工业点被改造，苏泊尔、艾迪西等企业被引进；大唐的制袜企业，以前一双袜子利润只有1角多人民币，2018年时好的品牌可以卖到数百元。在政府着力发展环保经济之后，生态产业和乡村旅游现在也已成为浙江西部山区的支柱产业，使得开化县年人均收入从不到3600元增长到2018年后的超过3万元。“千村示范、万村整治”工程实施15年，据称浙江全省100%的建制村都实现了生活垃圾的集中收集处理。

## 评价和反响
中华人民共和国国内媒体和官员都对此战略予以十分正面的评价。中共党报《人民日报》在2018年7月18日第一版连续刊发两则关于“八八战略”的报道，声称其已成为浙江发展的金钥匙，认为它实施得越深入、越持久，就越彰显出强大的引领力量。《人民日报》的评论员则说要续写“八八战略”新篇章，认为用以此为代表的习近平新时代中国特色社会主义思想为指引，“我们一定能夺取全面建成小康社会的伟大胜利”。2018年时任中共浙江省委的车俊曾经六次提到该战略，在7月10日《浙江日报》的头版头条也刊发文章《坚定不移沿着“八八战略”指引的路子走下去》，同时还在多个场合提到，要在新的发展中彰显出习近平总书记治国理政新理念、新思想、新战略的伟大价值和真理力量。